# Chrzanowo (województwo kujawsko-pomorskie)
Chrzanowo – wieś w Polsce położona w województwie kujawsko-pomorskim, w powiecie żnińskim, w gminie Janowiec Wielkopolski.
W latach 1975–1998 miejscowość administracyjnie należała do województwa bydgoskiego. We wsi znajduje się dawna szkoła i działająca obecnie świetlica. Według Narodowego Spisu Powszechnego (III 2011 r.) liczyła 125 mieszkańców. Jest szesnastą co do wielkości miejscowością gminy Janowiec Wielkopolski.